# Jodenbreestraat (Paramaribo)
De Jodenbreestraat is een straat in het centrum van Paramaribo. De straat ligt tussen de Waterkant en de Keizerstraat en kruist met de Maagdenstraat, de Domineestraat en het Neumanpad.

## Joodse Surinamers
Paramaribo kent net als Amsterdam een Jodenbreestraat. Tussen 1624 en 1654 kwamen veel uit Spanje en Portugal gevluchte Sefardische Joden via de Nederlanden in Nederlandse kolonies Recife en Olinda terecht. Na de verovering door de Portugezen, trokken ze naar wat later bekend werd als de Jodensavanne. Hier hadden ze suikerrietplantages en werd het werk gedaan door slaafgemaakten. Ondertussen waren ook arme Duitse Asjkenazische Joden in Paramaribo komen wonen. Tijdens de financiële crisis aan het eind van de 18e eeuw kwamen de rijke plantagebezitters ook naar Paramaribo. De joden in Suriname hebben zich grotendeels met ander bevolkingsgroepen vermengd. Vaak is niet goed meer duidelijk wie als Jood beschouwd moet worden.

## Bouwwerken
De straat werd in 1933 door de Surinaamsche Waterleiding Maatschappij (SWM) aangesloten op het waterleidingnet.
Er staan verschillende monumenten in de straat en verder staan er enkele moderne gebouwen, zoals de warenhuizen Lucky Store en Kirpalani. Op de hoek met de Waterkant staat sinds 1903 het pand van HJ de Vries, begin 21e eeuw HJ Group of Companies geheten, waarin een groot aantal retailers is gevestigd. In de straat zelf bevinden zich een groot aantal kledingwinkels.
Hieronder staat een impressie van de Jodenbreestraat in de loop der jaren. Kraampjes en straatambachten zijn begin 21e eeuw niet meer toegestaan.

### Monumenten
De volgende panden in de Jodenbreestraatstaan op de monumentenlijst:

#### Nog bestaande monumenten
| Omschrijving | Bouwjaar | Adres              | Coördinaten                  | Objectnummer? | Afbeelding                    |
| ------------ | -------- | ------------------ | ---------------------------- | ------------- | ----------------------------- |
| woonhuis     |          | Jodenbreestraat 16 | 5° 49' 30" NB, 55° 9' 31" WL | BPO 058       | Meer afbeeldingen Upload foto |
| woonhuis     |          | Jodenbreestraat 18 | 5° 49' 30" NB, 55° 9' 31" WL | CPO 033       | Meer afbeeldingen Upload foto |
| woonhuis     |          | Jodenbreestraat 28 | 5° 49' 30" NB, 55° 9' 31" WL | CPO 084       | Meer afbeeldingen Upload foto |
| woonhuis     |          | Jodenbreestraat 36 | 5° 49' 30" NB, 55° 9' 31" WL | BPO 117       | Meer afbeeldingen Upload foto |
| woonhuis     |          | Jodenbreestraat 37 | 5° 49' 30" NB, 55° 9' 31" WL | BPO 059       | Meer afbeeldingen Upload foto |

### Niet meer bestaande monumenten
| Omschrijving | Bouwjaar               | Adres              | Coördinaten                  | Objectnummer? | Afbeelding                    |
| ------------ | ---------------------- | ------------------ | ---------------------------- | ------------- | ----------------------------- |
|              | Illegaal gesloopt 2003 | Jodenbreestraat 8  | 5° 49' 30" NB, 55° 9' 31" WL | CPO 032       | Meer afbeeldingen Upload foto |
|              | Illegaal gesloopt      | Jodenbreestraat 13 | 5° 49' 30" NB, 55° 9' 31" WL | BPO 056       | Upload foto                   |
|              | Afgebrand 2002         | Jodenbreestraat 14 | 5° 49' 30" NB, 55° 9' 31" WL | BPO 057       | Meer afbeeldingen Upload foto |

## Stadsbranden van 1821 en 1832

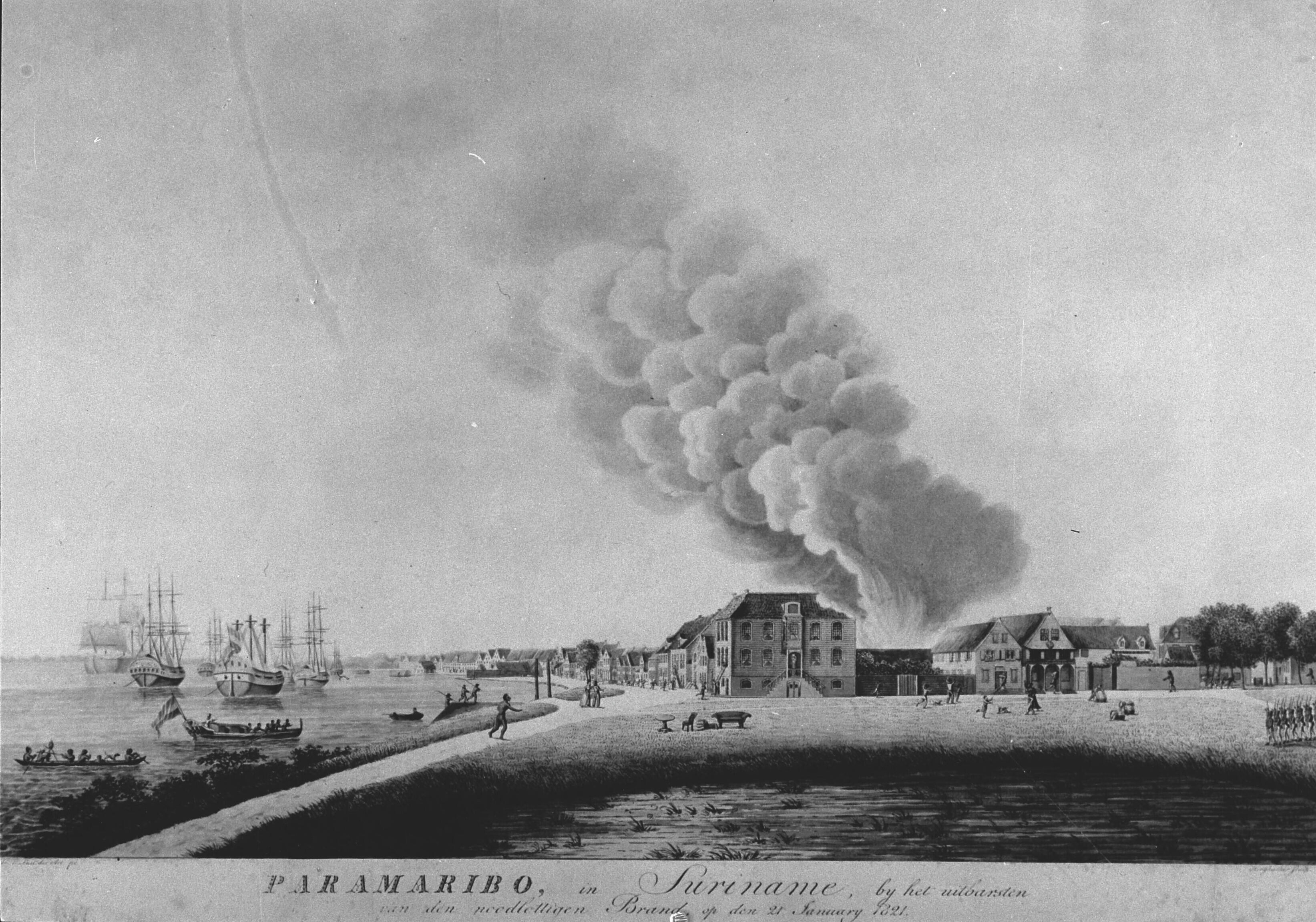
Prent van de stadsbrand van 1821

Op zondagmiddag 21 januari 1821 brak rond half twee brand uit in een huis op de hoek van het Gouvernementsplein en de Waterkant. De brand bleef vervolgens overslaan op andere huizen tot de brand de volgende dag om twaalf uur onder controle was. In tien straten brandden alle huizen af, waaronder aan een groot deel van de Jodenbreestraat. Ook andere straten werden zwaar getroffen. In 1832 brak opnieuw een grote stadsbrand uit die in de Heiligenweg ontstond. Uiteindelijk gingen vijftig panden in rook op, waaronder ook een groot aantal aan de Jodenbreestraat. Deze keer ontstond de stadsbrand niet toevallig, maar was deze aangestoken door enkele weggelopen slaven. Drie van hen – Kodjo, Mentor en Present – werden ter dood veroordeeld. Een bijkomend gevolg was dat slaven sindsdien strenger gestraft werden.